# Johannes Hahn
Johannes Hahn, avstrijski politik in evropski komisar, * 2. december 1957, Dunaj.
Hahn je aktualni evropski komisar za proračun in upravo. Pred tem je bil tudi komisar za širitev ter komisar za regionalno politiko.